# Échiré
Échiré é uma comuna francesa na região administrativa da Nova Aquitânia, no departamento de Deux-Sèvres. Estende-se por uma área de 30,96 km². Em 2010 a comuna tinha 3 504 habitantes (densidade: 113,2 hab./km²).